# Green Climate Fund
Der Green Climate Fund (GCF), deutsch auch Grüner Klimafonds, ist ein Klimafonds der Klimarahmenkonvention der Vereinten Nationen (UNFCCC) mit Verwaltungssitz in Incheon. Der Fonds wurde im Zuge der UN-Klimaverhandlungen im Verhandlungsstrang „Loss and Damage“ (Verluste und Schäden) gegründet mit dem Ziel der Klimafinanzierung, d. h. um Geld für Projekte sowohl zur Minderung von Treibhausgasemissionen als auch zur Anpassung an die globale Erwärmung in Entwicklungsländern bereitzustellen.
Ab dem Jahr 2020 sollen für diesen Zweck jährlich 100 Milliarden US-Dollar bereitgestellt werden, ein Teil davon durch den Green Climate Fund. Bezüglich des Pariser Klimaabkommens wird vom GCF erwartet, dass er als Hauptkanal und finanzieller Hebel für multilaterale Finanztransfers und Investitionen aus Industrieländern in Entwicklungsländer fungiert.
Erste Erwähnung fand der Green Climate Fund (GCF) bei der UN-Klimakonferenz in Kopenhagen 2009 (COP15) in der „Übereinkunft von Kopenhagen“ im Jahr 2009. Tatsächlich gegründet und im Rahmen der UNFCCC errichtet wurde der Fonds ein Jahr später während der UN-Klimakonferenz in Cancún. 2012 wurde der Sitz des Green Climate Fund nach einem Vergabe-Wettbewerb, an dem auch die Stadt Bonn teilnahm, der südkoreanischen Stadt Incheon zugesprochen, in deren Stadtteil Songdo sie sich heute befindet.
Bis 2023 konnte der Fund entgegen der eigentlichen Zielsetzung kaum private Investitionen anregen.

## Akkreditierte Institutionen
Liste vom 15. März 2017:
- Acumen Fund, Inc. (USA)
- Africa Finance Corporation (Nigeria)
- African Development Bank (Elfenbeinküste)
- Agence Française de Développement (Frankreich)
- Agency for Agricultural Development of Morocco (Marokko)
- Asian Development Bank (Philippines)
- Banque Ouest Africaine de Développement (Togo)
- Caribbean Community Climate Change Center (Belize)
- Caribbean Development Bank (Barbados)
- Central American Bank for Economic Integration (Honduras)
- Centre de Suivi Ecologique (Senegal)
- Conservation International Foundation (USA)
- Corporcion Andina de Fomento (Venezuela)
- Crédit Agricole Corporate and Investment Bank (Frankreich)
- Deutsche Bank Aktiengesellschaft (Deutschland)
- Deutsche Gesellschaft für Internationale Zusammenarbeit (Deutschland)
- Development Bank of Southern Africa (Südafrika)
- Environmental Investment Fund (Namibia)
- European Bank for Reconstruction and Development (Vereinigtes Königreich)
- European Investment Bank (Luxemburg)
- Food and Agriculture Organization of the United Nations (Italien)
- Foreign Economic Cooperation Office (China)
- Fundción Avina (Chile)
- HSBC Holdings plc and its subsidiaries (Vereinigtes Königreich)
- Inter-American Development Bank (USA)
- International Bank for Reconstruction and Development und International Development Association (USA)
- International Finance Corporation (USA)
- International Fund for Agricultural Development (Italien)
- International Union for Conservation of Nature (Schweiz)
- Korea Development Bank (Südkorea)
- Kreditanstalt für Wiederaufbau (Deutschland)
- Ministry of Finance and Economic Cooperation of the Federal Democratic Republic of Ethiopia (Äthiopien)
- Ministry of Natural Resources of Rwanda (Ruanda)
- National Bank for Agriculture and Rural Development (Indien)
- National Environment Management Authority of Kenya (Kenia)
- Nederlandse Financierings-Maatschappij voor Ontwikkelingslanden N.V. (Niederlande)
- Peruvian Trust Fund for National Parks and Protected Areas (Peru)
- PT Sarana Multi Infrastruktur (Indonesien)
- Secretariat of the Pacific Regional Environment Programme (Samoa)
- Société de Promotion et de Participation pour la Coopération (Frankreich)
- South African National Biodiversity Institute (Südafrika)
- Unidad Para el Cambio Rural (Unit for Rural Change) of Argentina (Argentinien)
- United Nations Development Programme (USA)
- United Nations Environment Programme (Kenia)
- World Food Programme (Italien)
- World Meteorological Organization (Schweiz)
- World Wide Fund For Nature (Schweiz)
- XacBank LLC (Mongolei)